# 活動手当
活動手当（かつどうてあて、フランス語:Prime d'activité)は、2015年8月に成立した「社会対話及び雇用に関する法律」(通称、レブサメン法)によって、2016年1月1日より2つの給付が統合され創設され、給付が開始された若年の低賃金労働者の支援を目的とするフランスの給付付き税額控除制度である。元は、就業手当 (Prime pour l'emploi)と就業者向けの生活保護(Revenu de solidarité active)で分かれていた。

## 概要
2015年8月に制定されたレプサメン法には雇用促進策も盛り込まれ、従来の「就業手当(prime pour l’emploi)」と「就業者向けの生活保護(RSA d’activité)」を統合し、「活動手当(prime d’activité)が創設された。
従来の「就業手当」は一定水準の収入額を超えない勤労世帯に対して付加的に支給される手当である。しかし、実際には、税額控除という形をとっており、所得税額が就業手当額を下回る場合は、その差額が支給される。これは、就業せずに社会保障制度に依存することを防ぐ意味合いがある。「就業者向けの生活保護」は、生活保護(RSA)のうち、低所得の就業者に支給される手当である。しかし受給条件が25歳以下である為、受給者は5,000人と少なかった。
日本の生活保護制度に相当する「積極的連帯所得手当(RSA:revenu de solidarité active)」とは異なり、勤労収入のある18歳以上の就業者のみを対象として、収入が一定額に達するまで手当が支給される。就労インセンティブを持たせ、失業者に再就職を促す。そうすることで、就業せずに社会保障制度に依存することを防ぎ、低賃金労働者の購買力を高めていくことが出来る。ある程度の収入があるが、高収入でない学生や見習も対象となることなど、若年者が主な対象となっている。
活動手当の受給条件は、以下の通りとなっている。
1. 18歳以上
2. フランス国内(海外県も含む)に持続的に居住していること。但し、一時的な就労のためにフランス滞在している者は不可
3. 就労していること。(賃金労働者だけでなく、個人事業主も受給可能)また、育児休業中の者は原則不可能であるが、(育児休業中に)勤労収入がある(給与が支給されている)者は活動手当の受給が可能
4. フランス国民かEU圏内の国籍保持者(スイス国籍も含む)、5年以上に渡って正規滞在しているその他の国籍保持者

活動手当は2016年2月の支給開始以降、230万世帯(380万人)以上に支給された。そのうちの半数以上が従来の就業者向けの生活保護手当では対象から除外されていた者であり、40万人が18歳から24歳の若年者だった。
また、2018年の給付平均額で月額158ユーロ。子供がいない独身世帯で収入が月額1550ユーロの場合の支給月額は133ユーロであり、2019年1月から黄色いベスト運動の影響により月額100ユーロ増額されることになった。